# 岳新乡
岳新乡，是中华人民共和国四川省资阳市安岳县下辖的一个乡镇级行政单位。

## 行政区划
岳新乡下辖以下地区：
猫山村、对坎村、桃坝村、南冲村、龙滩村、岩湾村、沙水村、禅林村、团堡村、高石村和新田村。